# Finzia
Finzia (... – III secolo a.C.) fu tiranno di Agrigento dal 284 a.C. al 279 a.C. e fondatore di Finziade, l'odierna città di Licata.

## Biografia
Finzia (in greco antico: Φιντίας?) salì al potere nello stesso anno in cui Iceta si impose a Siracusa, durante il periodo di disordini che era succeduto alla morte di Agatocle.
Presto Iceta e Finzia si dichiararono guerra e quest'ultimo venne sconfitto in una battaglia presso Megara Iblea. Questa vittoria convinse Iceta a dichiarare guerra Cartagine che, però, vinse. Il momento di momentanea debolezza di Siracusa non fu sfruttato da Finzia che non era in grado di imporsi su una parte della Sicilia.
Nel 282 a.C. distrusse definitivamente la città di Gela e ne deportò la popolazione a Finziade (nel territorio dell'odierna Licata), che ricostruì in puro stile greco con mura, agorà e templi.
Il suo governo tirannico alienò da lui il favore del popolo causando la rivolta di molte città a lui prima soggette tuttavia cambiò la sua linea politica in tempo per permettere di fronteggiare le rivolte grazie ai suoi fautori e rimanere al potere fino alla morte che, probabilmente, dai frammenti del XXII libro della Bibliotheca historica di Diodoro che rimangono può collocarsi nel 279 a.C.